# Glypturus
Glypturus is een geslacht van kreeftachtigen uit de klasse van de Malacostraca (hogere kreeftachtigen).

## Soorten
- Glypturus acanthochirus Stimpson, 1866
- Glypturus armatus (A. Milne-Edwards, 1870)
- Glypturus laurae (de Saint Laurent, 1984)
- Glypturus winslowi (Edmondson, 1944)